# Kivégzett újjászületés
A kivégzett újjászületés, vagy kivégzett reneszánsz, egyes forrásokban szétlőtt újjászületés, más néven vörös reneszánsz (ukránul: Розстріляне відродження, Червоний ренесанс) ukrán nyelvű kifejezés, amely azoknak a költőknek, íróknak és művészeknek a generációját írja le, akik az 1920-as évek és az 1930-as évek elején Ukrán Szovjet Szocialista Köztársaságban éltek, és akiket üldöztek, bebörtönöztek és számos esetben, a nagy tisztogatás idején (1937. augusztus – 1938. november) kivégeztek.
Az 1929-es nagy fordulat után Sztálin, az SZKP főtitkára elfordult az 1917-es bolsevik forradalom utáni korenyizacija (őslakosokkal való feltöltés) és ukránosítás politikájától. A látszólag szovjetbarát ukrajnai költők és írók nem engedelmeskedtek annak, hogy Sztálin visszahozza az Ukrajna kényszerű oroszosítására irányuló cári politikát. Az ukrán nyelven író költőket, írókat és drámaírókat tömegesen tartóztatták le, majd deportálták, bebörtönözték vagy kivégezték őket. Sok esetben lelőtték őket az északnyugat-karéliai Szandarmohban.
A „kivégzett újjászületés” kifejezést először 1959-ben Jerzy Giedroyc, a Kultura folyóirat antikommunista kiadója használta; Jurij Lavrinyenko ukrán irodalomkritikusnak írva ezt javasolta egy tervezett kortárs ukrán irodalmi antológia címéül.

## Háttere
Az Orosz Birodalom összeomlása az első világháború alatt, a cári cenzúra eltörlése, a független ukrán állam létrehozása és a szovjet rezsim kulturális engedékenysége az 1920-as években együttesen az irodalmi és kulturális tevékenységek újjáéledését eredményezte Ukrajnában. Számos új író és költő jelentkezett, és több irodalmi csoportot hoztak létre, amelyek megváltoztatták az ukrán irodalom arculatát. Ezeket a folyamatokat elősegítette az ukránosítási politika, az államkapitalizmus új gazdaságpolitikája (1921–1927), valamint az írástudatlanság megszüntetésére irányuló törekvés.

## Címként
A „kivégzett újjászületés” kifejezést először Jerzy Giedroyc használta 1959-ben. Ő a párizsi Kultura kiadó szerkesztője volt, amely a lengyel diaszpórából származó antikommunista írók műveit jelentette meg. 1958. augusztus 13-án Jurij Lavrinyenkónak arról a kortárs ukrán irodalmi antológiáról írt, amelyet Lavrinyenko Giedroyc kérésére készített elő. A Kivégzett újjászületés: Antológia 1917–1933: Költészet, próza, dráma és esszé (ukránul Розстріляне відродження: Антологія 1917—1933: Поезія—проза—драма—есе) című könyv, amelyet a Kultura Párizsban adott ki 1959-ben, az időszak ukrán irodalomtörténetének máig legfontosabb forrása. A kötet az ukrán költészet, próza és esszéírás legjobb darabjait tartalmazza az 1920-as évekből és az 1930-as évek elejéről.
Jarina Cimbal ukrán irodalomtörténész szerint A kivégzett újjászületés „jó cím volt az antológiának, de alkalmatlan az alkotó értelmiség egész nemzedékének a megjelölésére.” Véleménye szerint a „vörös újjászületés” találóbb megnevezés, mert ezt a résztvevők maguk alkották. Ez utóbbi kifejezés először 1925-ben bukkant fel, amikor Abram Leites Az ukrán irodalom újjászületése című könyve és Volodimir Gadzinszkij A vörös újjászületés hívása című költeménye egyszerre jelent meg, egymástól függetlenül. Ugyanebben az évben jelent meg a Neo-Lif magazin Gadzinszkij előszavával, amely szintén a vörös újjászületése kifejezést használta.
Lavrinyenko azonban a „kivégzett újjászületés”-t az antológia címénél tágabb értelemben használta, amely magában foglalta az ukrán költők mártíromságát, örökségét és az ukrán kultúra feltámasztására irányuló erejét.

## Irodalmi szervezetek és csoportok
Az írók különböző irodalmi szervezetekbe tömörültek. 1925 és 1928 között Mikola Hviljovij kezdeményezésére irodalmi vita zajlott, amelynek egyik célja az volt, hogy meghatározza az új ukrán szovjet irodalom fejlődésének módjait és az író szerepét a társadalomban. Hvilovij és társai inkább a nyugat-európai, mint az orosz kultúra felé orientálódtak; elutasították a „vörös grafomániát”, de nem utasították el a kommunizmust mint politikai ideológiát.
Az akkori fő irodalmi szervezetek a következők voltak:
- Hart (ukránul: Гарт, 1923–1925). Fő célja az volt, hogy mindenféle proletár művészt egyesítsen a proletár kultúra továbbfejlesztésével. Egyik követelménye az ukrán nyelv használata volt. A szervezet megszűnt vezetője, Vaszil Ellan-Blakitnij halála után.[14]
- VAPLITE ( ukránul: ВАПЛІТЕ, [Fiatal Proletár-költők Szabadakadémiája][5]) 1926-ban Mikola Hviljovij hozta létre a Hart bázisán. Célja egy új ukrán irodalom létrehozása volt a nyugat-európai kultúra legjobb eredményeinek átvételével. A VAPLITE elfogadta a kommunizmust politikai ideológiának, de elutasította az irodalom ideologizálását. A VAPLITE tagjai között volt Olekszandr Dovzsenko, Mikola Kulis, Lesz Kurbasz, Majk Johanszen, Pavlo Ticsina, Oleksza Szliszarenko, Mikola Bazsan, Mihajlo Jalovij.[15]
- MARSZ[16] (ukránul: МАРС 1924–1929). Fő célkitűzése az volt, hogy őszintén és művészi módon írja le ezt a korszakot. Tagjai között volt Valerjan Pidmohilnij, Hrihorij Koszinka, Jevhen Pluzsnik, Borisz Antonenko-Davidovics, Todosz Oszmacska, Ivan Bahrjanij és Marija Halics.
- Aszpanfut[17] (ukránul: Аспанфут), később Komunkult (ukránul: Комункульт) ukrán futuristák szervezete volt. Értékeik a következők voltak: "kommunizmus, internacionalizmus, iparosodás, racionalizálás, találmányok és minőség". Tagjai között volt Mihajl Szemenko, Heo Skurupij, Jurij Janovszkij és Mihajlo Jalovij.
- A neoklasszicisták[18] (ukránul: Неокласики) a modernisták irodalmi mozgalma volt, amelynek követői Mikola Zerov, Makszim Rilszkij, Pavlo Filipovics és Mihajlo Draj-Hmara voltak. Soha nem hoztak létre formális szervezetet vagy programot, hanem közös kulturális és esztétikai érdekeik voltak.
- Pluh (ukránul: Плуг), vidéki írók szervezete. Vezérlevük a „parasztok közötti, tulajdonosi ideológia elleni küzdelem és a proletárforradalom eszméinek támogatása” volt. Tagjai között szerepelt Szerhij Pilipenko, Petro Pancs, Dokija Humenna és Andrij Holovko.[19]
- Zahidna Ukrajna (ukránul: Західна Україна) 1926 áprilisa után vált ki a Pluhból a nyugat-ukrajnai írók és művészek független irodalmi szervezeteként.

1932. áprilisban jelent meg Az irodalmi és művészeti szervezetek átalakításáról című párhatározat, amelynek következtében az irodalmi-művészeti egyesületeket megszüntették.

## Deportálások, letartóztatások, kivégzések (1933-1938)

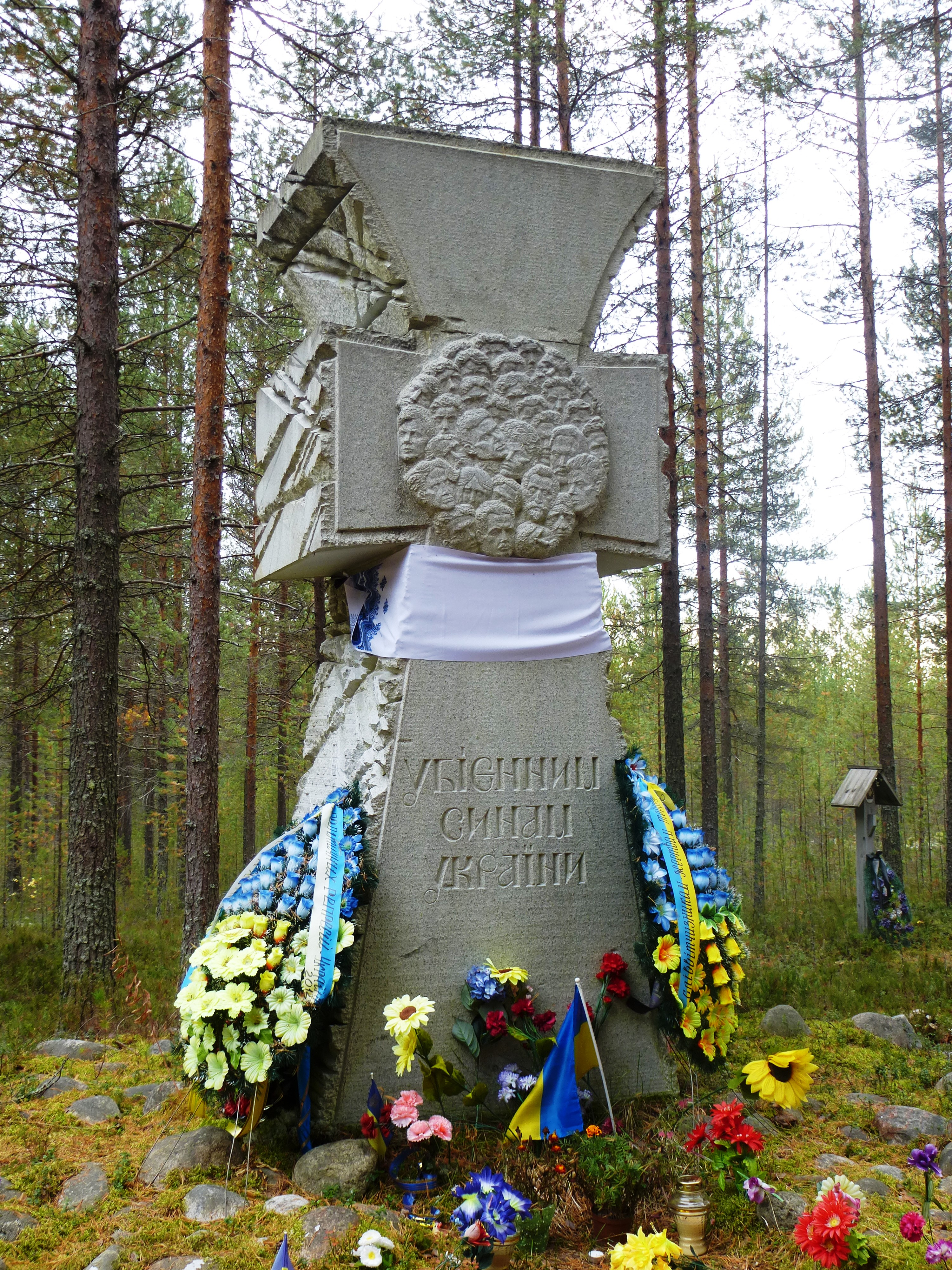
A meggyilkolt ukránok emlékműve Szandarmohban

1927-ben Sztálin eltörölte az új gazdaságpolitikát, és az első ötéves terv során az erőltetett iparosítás és a mezőgazdaság kollektivizálása felé fordult. Változások történtek a kultúrpolitikában is. Egyik első példa volt az „Ukrajna Felszabadításáért Unió” 1930-as kirakatpere, amelynek során összesen 45 értelmiségit, egyetemi tanárt, írót, teológust, papot helyeztek vád alá.
Az ukrán értelmiség módszeres felszámolása 1933 májusáig nyúlik vissza, amikor Mihajlo Jalovijt letartóztatták; válaszul erre Mikola Hviljovij öngyilkos lett. A kampány 1934-től 1940-ig tartott, csúcspontját az 1937-1938-as nagy tisztogatás idején érte el. Összesen 223 írót tartóztattak le, és számos esetben bebörtönöztek és lelőttek. Az 1920-as és 1930-as évek ukrán újjászületésének csaknem háromszáz képviselőjét lőtték le 1937. október 27. és november 4. között Szandarmohban.
A generáció életben maradt képviselői közül többen a Szovjetunióban maradtak (Olekszandr Dovzsenko, Pavlo Ticsina, Makszim Rilszkij, Borisz Antonenko-Davidovics, Osztap Visnya és Mikola Bazsan), néhányan emigráltak (Ulasz Szamcsuk, Jurij Seveljov és Ivan Bahrjanij).
A nagy tisztogatás idején bebörtönzött és kivégzett ukrán értelmiségiekről nem állnak rendelkezésre pontos adatok, az érintett írók számát viszont viszonylag egyszerűen meg lehet határozni. Az emigráns ukrán írók „Slovo” egyesülete 1954. december 20-án küldte el értékelését a Szovjetunió második Írókongresszusára: 1930-ban 259 ukrán író művei jelentek meg nyomtatásban; 1938 után már csak 36 író műveit adták ki (a korábbi szám 13,9%-a). A "Slovo" szerint a hiányzó 223 író közül 192-t deportáltak, a Gulágra küldtek vagy kivégeztek; további 16 eltűnt; nyolc író pedig öngyilkos lett. Ezeket az adatokat megerősíti az Olekszij Muszijenko szerkesztésében megjelent ukrán írói martirológia, amely a sztálini terror 246 író-áldozatát sorolja fel. Más források szerint 260 ukrán író közül 228-at deportáltak, bebörtönöztek vagy kivégeztek.

## Utóélet
A glasznoszty politikájának meghirdetését követően a moszkvai folyóiratok kezdeményezéseinek hatására az Irodalmi Ukrajna, Október és Ukrajna hetilapok különböző cikkeket jelentettek meg az 1917–1921-es évek felszabadítási törekvéseiről, a kolhozosításról, az 1920–1930-as évekről, az 1932–1933-as éhínségről, a sztálini megtorlásokról, a kivégzett újjászületésről. Az Ukrán Írószövetség bizottságot hozott létre azzal a céllal, hogy ismét kiadják a sztálini terror által sújtott alkotók, köztük a kivégzett újjászületés alkotóinak műveit. A korábban Baltimore-ban tevékenykedő, ukrán szamizdat, disszidens és jogvédő irodalmat, valamint az Ukrajnában tiltólistán lévő alkotásokat megjelentető Szmolokip Kiadó 1991-ben áttette székhelyét Ukrajnába, és többek között megjelentette a "Kivégzett Újjászületés" könyvsorozatot.

## Írók, költők, művészek
| Kép | Név                               | Foglalkozás                                                         | Életrajzi adatok                         | Megjegyzés                                                       |
| --- | --------------------------------- | ------------------------------------------------------------------- | ---------------------------------------- | ---------------------------------------------------------------- |
|     | Borisz Antonenko-Davidovics       | író, fordító és nyelvész                                            | 1899. augusztus 5. – 1984. május 8.      | disszidált                                                       |
|     | Ivan Bahrjanij                    | író, esszéíró, politikus                                            | 1906. október 2.– 1963. augusztus 25. .  | disszidált                                                       |
|     | Mihajlo Bojcsuk                   | festő                                                               | 1882. október 30.–1937. július 13.       | kivégezték                                                       |
|     | Koszty Burevij                    | költő, drámaíró, irodalomkritikus, műfordító                        | 1888. augusztus 14. – 1934. december 15. | kivégezték                                                       |
|     | Mihajlo Draj-Hmara                | költő, műfordító, nyelvész                                          | 1889. október 10. – 1939. január 19.     | a kolimai lágerben halt meg                                      |
|     | Hrihorij Epik                     | író, újságíró                                                       | 1901. január 17. – 1937. november 3.     | lelőtték Szandarmohban                                           |
|     | Pavlo Petrovics Filipovics        | író, irodalomkritikus, műfordító                                    | 1891. szeptember 1. – 1937. november 3.  | lelőtték Szandarmohban                                           |
|     | Hnat Hotkevics                    | író, néprajzkutató, drámaíró, zeneszerző, zenetudós, bandurajátékos | 1877. december 31. – 1938. október 8.    | kivégezték                                                       |
|     | Mikola Hviljovij                  | prózaíró és költő                                                   | 1893. december 13. – 1933. május 13.     | öngyilkos lett                                                   |
|     | Miroszlav Ircsan                  | költő, prózaíró, drámaíró, műfordító, irodalomkritikus, újságíró    | 1897. július 14. – 1937. november 3.     | lelőtték Szandarmohban                                           |
|     | Mihajlo Jalovij                   | költő, prózaíró, drámaíró                                           | 1895. június 5. – 1937. november 3.      | lelőtték Szandarmohban                                           |
|     | Majk Johanszen                    | költő, prózaíró, drámaíró, műfordító, kritikus és nyelvész          | 1895. október 16. – 1937. október 27.    | lelőtték Szandarmohban                                           |
|     | Hrihorij Koszinka                 | író                                                                 | 1899. november 29. – 1934. december 15   | kivégezték                                                       |
|     | Mikola Kulis                      | prózaíró, drámaíró                                                  | 1892. december 19. – 1937. november 3.   | lelőtték Szandarmohban                                           |
|     | Lesz Kurbasz                      | film- és színházi rendező                                           | 1887. február 25. – 1937. november 3.    | lelőtték Szandarmohban                                           |
|     | Szofija Nalepinszka-Bojcsuk       | festő, grafikus                                                     | 1884. július 30. – 1937. december 11.    | kivégezték                                                       |
|     | Valerjan Pidmohilnij              | prózaíró                                                            | 1901. február 2. – 1937. november 3.     | lelőtték Szandarmohban                                           |
|     | Jevhen Pluzsnik                   | költő, drámaíró, műfordító                                          | 1898. december 26. – 1936. február 2.    | lágerben halt meg a Szoloveckij-szigeteken                       |
|     | Klim Poliscsuk                    | újságíró, költő, prózaíró                                           | 1891. november 25. – 1937. november 3.   | lelőtték Szandarmohban                                           |
|     | Valerjan Poliscsuk                | iró, irodalomtudós, irodalomkritikus, publicista                    | 1897. október 1. – 1937. november 3.     | lelőtték Szandarmohban                                           |
|     | Anton Prihogyko                   | író, államférfi                                                     | 1891 - 1938. január 29.                  | kivégezték                                                       |
|     | Mihajl Szemenko                   | költő                                                               | 1892. december 19. – 1937. október 24.   | lelőtték Szandarmohban                                           |
|     | Miroszlava Szopilka               | költő, regényíró                                                    | 1897. augusztus 29. – 1937. november 28. | kivégezték                                                       |
|     | Ljudmila Sztaricka-Csernyahivszka | 1868. augusztus 29. – 1941.                                         | író, műfordító, irodalomkritikus         | a kazahsztáni száműzetésbe szállítás során hunyt el              |
|     | Volodimir Szvidzinszkij           | költő, műfordító                                                    | 1885. október 9. – 1941. október 18.     | élve elégették (szovjet feljegyzések szerint bomba végzett vele) |
|     | Mikola Zerov                      | költő, műfordító, klasszika-filológus, irodalomtudós és -kritikus   | 1890. április 26. – 1937. november 3.    | lelőtték Szandarmohban                                           |

## Fordítás
- Ez a szócikk részben vagy egészben  az   Executed Renaissance című angol Wikipédia-szócikk ezen változatának fordításán alapul.  Az eredeti cikk szerkesztőit annak laptörténete sorolja fel. Ez a jelzés csupán a megfogalmazás eredetét és a szerzői jogokat jelzi, nem szolgál a cikkben szereplő információk forrásmegjelöléseként.
- Ez a szócikk részben vagy egészben  a   Rosstriljane widrodschennja című német Wikipédia-szócikk ezen változatának fordításán alapul.  Az eredeti cikk szerkesztőit annak laptörténete sorolja fel. Ez a jelzés csupán a megfogalmazás eredetét és a szerzői jogokat jelzi, nem szolgál a cikkben szereplő információk forrásmegjelöléseként.